# UNIcert
 (février 2017).
Si vous disposez d'ouvrages ou d'articles de référence ou si vous connaissez des sites web de qualité traitant du thème abordé ici, merci de compléter l'article en donnant les références utiles à sa vérifiabilité et en les liant à la section « Notes et références ».
Le système de certification UNIcert permet la reconnaissance internationale de l'apprentissage des langues en l'enseignement supérieur. L'objectif d'UNIcert est de permettre la reconnaissance du niveau de langue étrangère en dehors de l'établissement délivrant et de pouvoir effectuer des équivalences. UNIcert est une marque déposée.

## Échelle de niveaux
Les échelles de niveau correspondent aux niveaux du CECRL (Cadre européen commun de référence pour les langues: Apprendre, enseigner, évaluer) :
- UNIcert I (Niveau B1) - Niveau seuil ;
- UNIcert II (Niveau B2) - Niveau avancé, niveau minimum nécessaire pour étudier à l'étranger ;
- UNIcert III (Niveau C1) - Niveau autonome, niveau nécessaire pour étudier à l'étranger dans de bonnes conditions ;
- UNIcert IV (Niveau C2) - Niveau maîtrise, niveau comparable à celui d'un locuteur de langue maternelle.

## Déroulement des cours
Les cours doivent avoir lieu en petits groupes interactifs. Les cours magistraux et les cours à distance sont donc exclus. Les apprenants doivent apprendre aussi bien la langue écrite que parlée. Les certificats sont délivrés uniquement si l'apprenant assiste de façon régulière aux cours, s'il passe avec succès les examens écrits et oraux de ses cours de langue, et s'il réussit un examen supplémentaire (pour le niveau II, III et IV) incluant des épreuves de compréhension orale et écrite ainsi que d'expression orale et écrite. Pour les niveaux supérieurs d'UNIcert, un stage dans un pays étranger est requis.

## Certificat
Le certificat est édité dans la langue du pays où il a été délivré, en anglais et également dans la langue enseignée. Il comprend une description complète des notes obtenues.

## Accréditation
Les institutions qui souhaitent proposer UNIcert doivent suivre une procédure d'accréditation qui statuera sur la capacité de l'établissement à proposer un enseignement des langues moderne. Cette procédure sera renouvelée régulièrement.